# KNM Olav Tryggvason
«Олаф Трюггвасон», «Бруммер» — минный заградитель ВМС Норвегии, с 1940 года кригсмарине. Назван в честь норвежского короля О́лафа I Трю́ггвасона. В мирное время корабль предполагалось использовать, как учебный, для чего на нем было предусмотрено размещение 55 кадетов и торпедное вооружение. Участвовал во Второй Мировой войне.

## Энергетическая установка
Имел весьма оригинальную энергетическую установку, в состав которой входили два турбозубчатых агрегата (ТЗА) общей мощностью 4500 л.с. и два дизель-генератора, вырабатывавших ток для двух гребных электродвигателей общей мощностью 1400 л.с. Под электродвигателями корабль развивал ход до 14 узлов. Для достижения более высоких скоростей дополнительно к ним подключались паровые турбины. Существовала возможность движения под одними ТЗА, без подключения электромоторов, но этот режим был наименее экономичным. Управление электродвигателями можно было производить с мостика или из машинного отделения, а также с главного распределительного щита, и лишь при одновременной работе моторов и турбин управлять ими можно было только из машинного отделения.
Под дизелями корабль развивал ход 14 узлов. При подключении ТЗА скорость поднималась до проектных 21 узлов, а на испытаниях были достигнуты 23 узлов.
«Трюггвасон» принимал 130 тонн мазута для котлов, 70 тонн дизельного топлива и 58 тонн пресной воды.

## История службы
На 9 апреля 1940 года находился в ремонте на базе ВМС Норвегии в Хортене. После начала операции «Везерюбунг» («Учения на Везере») вел огонь по немецким кораблям, потопил моторный тральщик R17, пытавшийся высадить десант в гавани. Затем перенесли огонь на миноносцы «Альбатрос» и «Кондор», которые предпочли не вступать в артиллерийскую дуэль и отошли. Однако, после захвата немцами Хортена поднял белый флаг, подчиняясь приказу командования.
Был включен в состав кригсмарине, как «Бруммер». На верфи концерна «Дойче Верке» (Киль) были проведены ремонт и переоборудование.
Активно участвовал в минных постановках, выставил около 5000 мин и более 3000 минных защитников.
В конце 1944 года поставлен на ремонт в Киле, где 3.05.1945 его потопили американские бомбардировщики.